# 颜惠庆故居
颜惠庆故居又称满洲国驻天津领事馆，是中华民国政府总理、中华民国驻美国公使、天津大陆银行董事长颜惠庆在天津的故居,位于当时天津英租界的香港道（今和平区睦南道24-26号），该建筑是一座具有古典主义特征的洋楼。该建筑目前是天津市文物保护单位和特殊保护等级历史风貌建筑,并作为天津五大道近代建筑群的重要组成部分，被中华人民共和国国务院批准为全国重点文物保护单位。

## 历史
颜惠庆故居建于20世纪20年代；颜惠庆于1926年移居至此。1931年九一八事变后，颜惠庆应南京国民政府征召，被任命为中国驻国联代表团首席代表；因此把建筑物转给大连永源轮船公司经理李学孟居住。李学孟於1943年将该建筑物以每月满洲国圆3000元的价格出租给满洲国作为满洲国驻天津领事馆使用直至1945年日本在第二次世界大戰宣告戰敗。后来该建筑曾租用给苏联领事馆。中华人民共和国成立后，曾为天津市劳动局的办公场所。1987年6月2日，被天津市人民政府列为天津市文物保护单位。该故居现由天津三源电力投资公司使用。

## 建筑

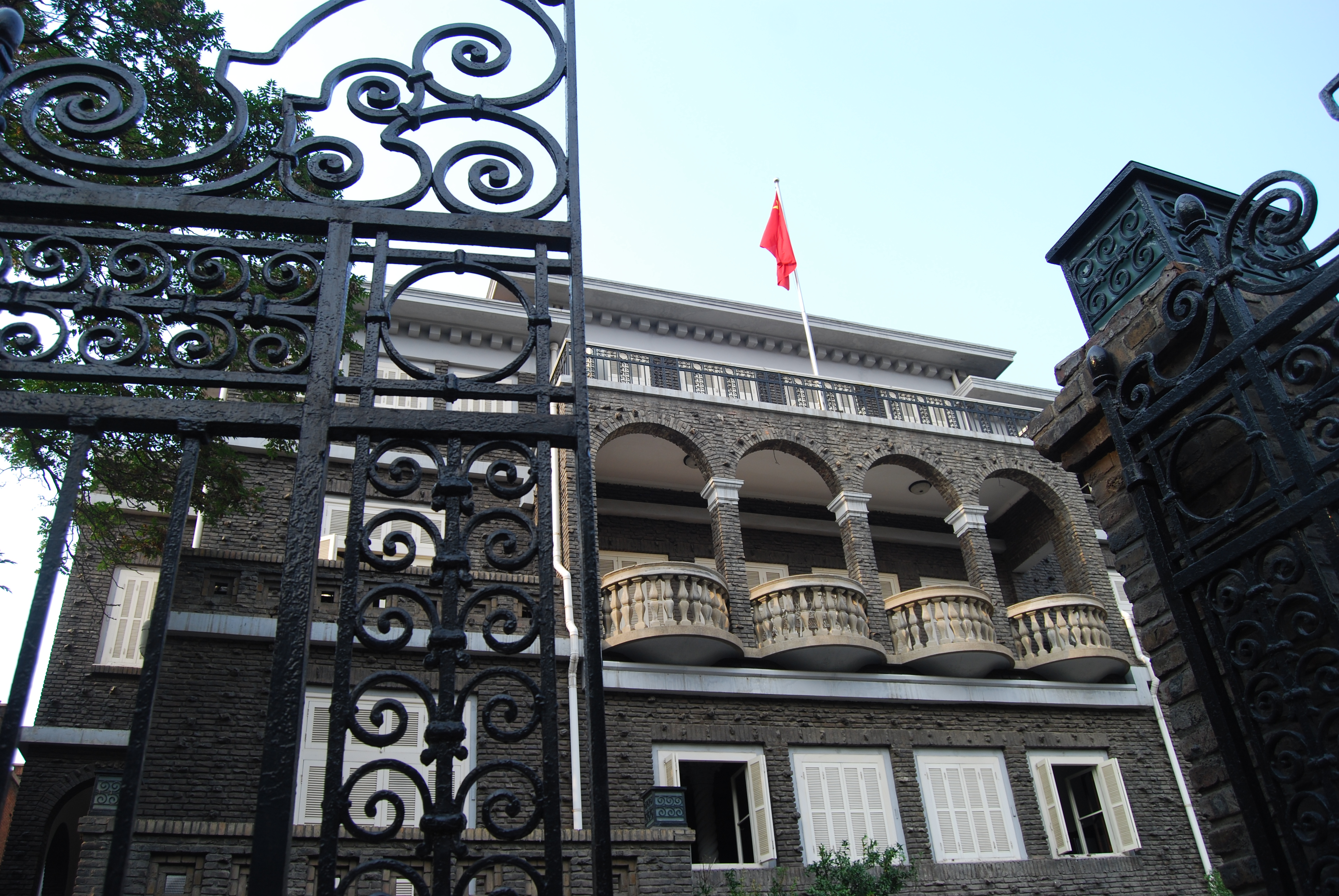
颜惠庆故居

颜惠庆故居是一所褐色硫缸三层砖木混合结构高级欧式住宅楼房（设有地下室），建筑面积2553平方米。是一座具有欧洲中世纪古典风格和古罗马风格特点的建筑。红瓦坡顶，琉缸砖清水墙面，墙体采用疙瘩砖和天津传统的建筑材料硫缸砖砌筑。局部设有不规则挑出，其中，出挑的部分作有意劈凿以形成“疙瘩墙”。该建筑外立面为呈对称布置三段式构图，三段的比例关系为古典主义风格，立面的中部半圆形联拱券中突出四联拱形外廊，方窗和拱形外廊形成鲜明的形体对比。正面立有五棵方柱。建筑外檐造型多变，凹凸结合，细节部分设有旧装饰式样。故居入口处设有高大的转折楼梯。建筑内部设有客厅、舞厅、餐厅和佛堂等。地板及门窗均为菲律宾木材，并设有壁炉。墙头上面设有方形的日式玻璃灯，正门为铸铁大门。唐山大地震时期，该建筑未受影响。

## 内部链接
- 颜惠庆
- 满洲国